# اچ‌ام‌اس آر۹
اچ‌ام‌اس آر۹ (به انگلیسی: HMS R9) یک زیردریایی بود که طول آن ۱۶۳ فوت (۵۰ متر) بود. این زیردریایی در سال ۱۹۱۸ ساخته شد.